# Łowocie (przystanek kolejowy)
Ławocie – zamknięty przystanek osobowy w Łowociu na linii kolejowej nr 51, w województwie podlaskim, w Polsce.